# Temporada 1960-1961 del FC Barcelona
Les dades més destacades de la temporada 1960-1961 del Futbol Club Barcelona són les següents:

## 1961

### Juny
- 7 juny - Enric Llaudet i Ponsa, industrial del tèxtil, és elegit nou president del club pels vots dels compromissaris (122 per 98 que aconsegueix l'altre candidat, el joier Jaume Fuset)

### Març
- 26 març - 27a jornada de Lliga. Derrota del Barça al Bernabéu (3-2) enfront l'intractable líder Reial Madrid. Del Sol, Di Stéfano, Puskas, Suárez i Kubala fan els gols. Els blaugrana són tercers a la taula, a disset punts dels blancs.
- 19 març - 26a jornada de Lliga. Golejada del Barça al Granada a l'Estadi (8-2). Kubala (4), Suárez (2), Ribelles i Coll completen l'escandalós tanteig.
- 12 març - 25a jornada de Lliga. Victòria blaugrana al camp del Sevilla (0-1) gràcies a un gol de Ribelles.
- 8 març - Copa d'Europa. Quarts de final. Anada. El Barça s'imposa amb claredat a l'Spartak Hradec Kralove de Txecoslovàquia al Camp Nou (4-0). Tejada (2), Evaristo i Kubala fan els gols i Luis Suárez rep la Pilota d'Or abans de començar el partit que presencien 70.815 espectadors
- 5 març - 24a jornada de Lliga. El Barça no passa de l'empat (1-1) davant el Valencia a l'estadi amb gol de Justo Tejada

## Plantilla[1][2]
| Porters - Antoni Ramallets - Carlos Domingo Medrano - Rodri II - Salvador Sadurní | Defenses - Ferran Olivella - Rodri - Foncho - Jesús Garay - José Pinto Rosas | Centrecampistes - Joan Segarra - Enric Gensana - Sígfrid Gràcia - Martí Vergés - Ramón de Pablo Marañón - Miguel Loayza | Davanters - Ladislau Kubala - Just Tejada - Luis Suárez - Ramón Alberto Villaverde - Eulogio Martínez - Evaristo de Macedo - Lluís Coll - Enric Ribelles - Zoltan Czibor - Sandor Kocsis - Suco - Gonzalo Díaz Beitia |

## Classificació
- Lliga d'Espanya: quarta posició amb 32 punts (30 partits, 13 victòries, 6 empats, 11 derrotes, 62 gols a favor i 47 en contra).
- Copa d'Espanya: vuitens de final. Eliminà el Real Gijón, però fou derrotat pel RCD Espanyol.
- Copa d'Europa de futbol: finalista. Perdé amb el SL Benfica per 2 a 3.
- Copa de les Ciutats en Fires: quarts de final.

## Resultats
| PARTITS |
| --- |
| 08-08-60 AMISTÓS SELECCIO-BARCELONA 0-3 14-08-60 AMISTÓS EUROPA-BARCELONA 2-3 21-08-60 AMISTÓS REUS-BARCELONA 3-2 24-08-60 AMISTÓS AJAX-BARCELONA 3-4 29-08-60. AMISTÓS NEWCASTLE-BARCELONA 3-4 3-09-60. AMISTÓS HAMBURGO-BARCELONA 2-3 6-09-60 . GIRA EUROPEA STANDARD LIEJA-BARCELONA 2-5 11-09-60. LLIGA ATHLETIC BILBAO-BARCELONA 0-2 13-09-60. AMISTÓS LYON-BARCELONA 1-5 18-09-60. LLIGA BARCELONA-VALLADOLID 2-0 25-09-60. LLIGA BETIS-BARCELONA 1-3 28-09-60. COPA D'EUROPA BARCELONA-LIERSE S.K. 2-0 2-10-60. LLIGA BARCELONA-RACING SANTANDER 2-0 5-10-60. COPA D'EUROPA LERSE S.K.-BARCELONA 0-3 9-10-60. LLIGA ATLETICO MADRID-BARCELONA 2-0 12-10-60. COPA DE FIRES SEL. ZAGREB-BARCELONA 1-1 16-10-60. LLIGA BARCELONA-REAL SOCIEDAD 6-2 19-10-60. COPA DE FIRES BARCELONA-SEL. ZAGREB 4-3 23-10-60. LLIGA ELCHE-BARCELONA 2-1 6-11-60. LLIGA BARCELONA-ESPANYOL 4-1 9-11-60. COPA D'EUROPA REAL MADRID-BARCELONA 2-2 13-11-60. LLIGA VALENCIA-BARCELONA 0-2 20-11-60. LLIGA BARCELONA-SEVILLA 2-2 23-11-60. COPA D'EUROPA BARCELONA-REAL MADRID 2-1 27-11-60. LLIGA GRANADA-BARCELONA 1-1 4-12-60. LLIGA BARCELONA-REAL MADRID 3-5 11-12-60. LLIGA ZARAGOZA-BARCELONA 1-1 18-12-60. LLIGA BARCELONA-MALLORCA 4-2 27-12-60. COPA DE FIRES BARCELONA-HIBERNIANS 4-4 1-01-61. LLIGA OVIEDO-BARCELONA 1-0 8-01-61. LLIGA BARCELONA-ATHLETIC BILBAO 2-2 15-01-61. LLIGA VALLADOLID-BARCELONA 1-0 18-01-61. AMISTÓS BARCELONA-UNION ESPANOLA 1-2 22-01-61. LLIGA BARCELONA-BETIS 2-1 29-01-61. LLIGA RACING SANTANDER-BARCELONA 1-0 5-02-61. LLIGA BARCELONA-ATLETICO MADRID 2-0 12-02-61. LLIGA REAL SOCIEDAD-BARCELONA 3-2 15-02-61. AMISTÓS BARCELONA-CONSTANCIA 2-2 18-02-61. LLIGA BARCELONA-ELCHE 3-3 22-02-61. COPA DE FIRES HIBERNIANS-BARCELONA 3-2 26-02-61. LLIGA ESPANYOL-BARCELONA 1-2 5-03-61. LLIGA BARCELONA-VALENCIA 1-1 8-03-61. COPA D'EUROPA BARCELONA-SPARTAK KRALOVE 4-0 12-03-61. LLIGA SEVILLA-BARCELONA 0-1 15-03-61. COPA D'EUROPA SPARTAK KRALOVE-BARCELONA 1-1 19-03-61. LLIGA BARCELONA-GRANADA 8-2 22-03-61. AMISTÓS BARCELONA-BANGU 4-3 26-03-61. LLIGA REAL MADRID-BARCELONA 3-2 7-04-61. AMISTÓS EL ALHI SP. NACIONAL-BARCELONA 1-6 9-04-61. LLIGA BARCELONA-ZARAGOZA 0-1 12-04-61. COPA D'EUROPA BARCELONA-HAMBURGO 1-0 20-04-61. AMISTÓS BARCELONA-CANTO DO RIO 4-0 23-04-61. LLIGA MALLORCA-BARCELONA 3-1 26-04-61. COPA D'EUROPA HAMBURGO-BARCELONA 2-1 30-04-61. LLIGA BARCELONA-OVIEDO 3-5 3-05-61. COPA D'EUROPA BARCELONA-HAMBURGO 1-0 06-05-61. AMISTÓS L,HOSPITALET-BARCELONA 2-2 7-05-61. COPA GENERALISIMO BARCELONA-SPORTING GIJON 7-1 11-05-61. COPA GENERALISIMO SPORTING GIJON-BARCELONA 2-4 21-05-61. COPA GENERALISIMO BARCELONA-ESPANYOL 2-3 27-05-61. COPA GENERALISIMO ESPANYOL-BARCELONA 2-1 31-05-61. COPA D'EUROPA BENFICA-BARCELONA 3-2 10-06-61. AMISTÓS BARCELONA-VALENCIA 6-2 17-06-61. TROFEU ASSOCIACIO DE LA PREMSA BALEAR MALLORCA-BARCELONA 0-3 21-06-61. AMISTÓS BEZIERS-BARCELONA 1-5 23-06-61. AMISTÓS BARCELONA-ATLETIC CLUB PORTUGAL 5-0 27-06-61. TROFEU NARANJA BARCELONA-BOTAFOGO 3-2 29-06-61. TROFEU NARANJA VALENCIA-BARCELONA 4-3 |